# Basaka-See
Der Basaka-See (amharisch በሰቃ ሐይቅ, Oromo Hora Basakaa) ist ein See in Zentraläthiopien im Norden der Region Oromia. Er liegt größtenteils im Awash-Nationalpark. Er hat zurzeit eine Fläche von etwa 55 km². Er ist von daher etwas Besonderes, dass sein Seespiegel pro Jahr um etwa 0,2 Meter steigt. Sein Salzgehalt ist sehr hoch.

## Chemie
Der See hat einen stark alkalischen Charakter (pH 9,6) und einen hohen Salzgehalt (3,6 g Na/l; Leitfähigkeit 10,7 dS/m) und ist daher selbst für die Bewässerung salztoleranter Pflanzen nicht geeignet. Ein Überlaufen des Sees in den  Awash wurde diesen versalzen und er wäre nicht mehr zur Bewässerung der darunter liegenden Felder nutzbar.

## Entwicklung
Der See unterliegt einer starken Zunahme. Im Zeitraum von 1957 bis 2008 ist seine Fläche von 3,0 km² auf 42,6 km² angewachsen. Ausgehend von dieser Entwicklung wird er in den nächsten 25 Jahren im Norden in den Fluss Awash überlaufen und dabei Teile der Stadt Metehara bedrohen. Die Ausbreitung des Salzwassers wird Folgen für das Grundwasser und die lokale Landwirtschaft  haben.
Seit 2007 wird kontrolliert Wasser aus dem See in den Awash geleitet. Dies soll die Wachstumsgeschwindigkeit verringern und das Seewasser verdünnen.